# Kh-28

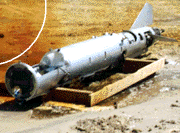
Un Kh-28 présumé émettant des fumées d'ergol IRFNA (Irak, avril 1991).

Le Kh-28 (en russe : « Х-28 »), nom de code OTAN : AS-9 « Kyle », fut le premier missile antiradar soviétique pour avions tactiques.
Il entra en production en 1973 et est toujours actuellement emporté par quelques Su-22 de pays en voie de développement, alors qu'il n'est plus utilisé au sein des Forces armées de la Russie. L'utilisation du Kh-28 était limitée par sa masse, ses autodirecteurs et ses exigences en carburant, et il fut remplacé par le plus petit Kh-58, équipé d'un propulseur à combustible solide, au début des années 1980.

## Développement
La doctrine offensive soviétique du début des années 1960 reposait sur la pensée que l'emploi massif d'armes nucléaires suffirait amplement à annihiler tous les systèmes de défense aérienne à radar de l'Occident, à travers les effets de l'impulsion électromagnétique (IEM) produite par une bombe nucléaire explosant en altitude. En conséquence, ils n'accordaient que peu d'attention au développement d'un missile antiradar. 
Pourtant, en janvier 1963, le bureau d'études Berezniak (plus tard devenu MKB Raduga, en 1967) fut assigné au développement d'un tel missile, faisant partie d'un système complexe d'armement « K-28P », basé sur l'emploi d'une version « Wild Weasel » du bombardier Yak-28 Brewer. Le K vient de « Kompleks » et le P de « protiv radiolokatsionnoy » (en russe : « против радиолокационной », anti-radiolocalisation). 
La principale difficulté vint de la conception du système de guidage APR-28, entreprise par le bureau CKB-111 (plus tard NPO Avtomatika), qui empêcha le missile d'être prêt avant les années 1970.
Les essais en vol furent assurés par un Yak-228N, mais sa production fut ensuite stoppée et il fut considéré comme obsolète. Le K-28P fut également abandonné. En contrepartie, le Kh-28 fut adapté pour pouvoir être emporté par des chasseurs d'attaque standards, en particulier les Su-24 Fencer-A et Su-17M Fitter-C

## Conception et caractéristiques
La conception du Kh-28 était similaire - bien qu'étant plus petit - à celle des missiles antinavires Kh-22 (AS-4 « Kitchen ») et KSR-5 (AS-6 « Kingfish ») de la firme Raduga.
Le Su-24 pouvait en emporter un sous chaque aile, et utilisait le système de bord Filin (Duc) pour le guidage. Le Su-17M ne pouvait en emporter qu'un seul, placé sous le fuselage, et utilisait un système en nacelle Myetyel/Metel (Blizzard) placée sous l'aile droite, avant qu'elle ne soit remplacée plus tard par un système Vyuga (Tempête de neige).
La tête chercheuse APR-28 du Kh-28 original ne pouvait cibler que les systèmes sol-air MIM-14 Nike-Hercules et English Electric Thunderbird, alors que le Filin pouvait détecter d'autres fréquences. Le Kh-58M possédait, lui, un autodirecteur amélioré travaillant en bande-X qui pouvait reconnaître les radars d'illumination de cibles AN/MPQ-33 puis AN/MPQ-39 du système MIM-23 Hawk, et le radar d'acquisition à basse altitude AN/MPQ-34. D'autres autodirecteurs pourraient avoir été produits.
Le système de propulsion consiste en un réservoir de carburant liquide et un autre, séparé, contenant l'oxydant IRFNA (à base d'acides, donc dangereux). Le  problème venait du fait que le missile devait « faire le plein d'essence » juste avant de prendre l'air, et peu de bases possédaient réellement l'aire de ravitaillement adéquate. La portée du missile se situe approximativement entre 80 et 95 km, ou 120 km.

## Histoire opérationnelle
Le Kh-28 entra en service avec la force aérienne soviétique en 1973 et a été largement exporté. Il fut certifié opérationnel sur les avions MiG-25BM, MiG-27, Su-17M/20/22M, Su-24M, Tu-16 et Tu-22M. Il fut également essayé sur un Antonov An-12BL, une variante antiradar du transporteur An-12, qui pouvait emporter 4 missiles. 
Un missile assimilé comme étant bel et bien un Kh-28 fut saisi en Irak par les forces américaines, en avril 1991, lors de la première guerre du Golfe. Un homme fut gravement brûlé par des émanations acides provenant du réservoir d'oxydant (l'IRFNA), alors qu'il était en train de sécuriser le missile.

## Versions
- Kh-28 (Izdeliye 93, D-8) : version originale, ciblant les systèmes sol-air « Nike-Hercules » et « Thunderbird ».
- Kh-28M : version améliorée, capable de cibler également d'autres radars, tels que celui du « Hawk ».
- Kh-28E : version d'exportation
- Nisan-28 ou Nissan-28 : version irakienne du Kh-28E, présentée à Bagdad en 1989. Elle serait dotée de trois autodirecteurs différents pour scanner trois types de bandes de fréquence radar différentes[1].

## Utilisateurs
- Union soviétique et pays du pacte de Varsovie[3]
- Inde[3]
- Irak [3] : 250 livrés entre 1983 et 1988[6].

- Vietnam[3]